# Hylocereus megalanthus
Hylocereus megalanthus är en kaktusväxtart som först beskrevs av Karl Moritz Schumann och Vaupel, och fick sitt nu gällande namn av Ralf Bauer. Hylocereus megalanthus ingår i släktet Hylocereus och familjen kaktusväxter. Inga underarter finns listade i Catalogue of Life.

## Bildgalleri

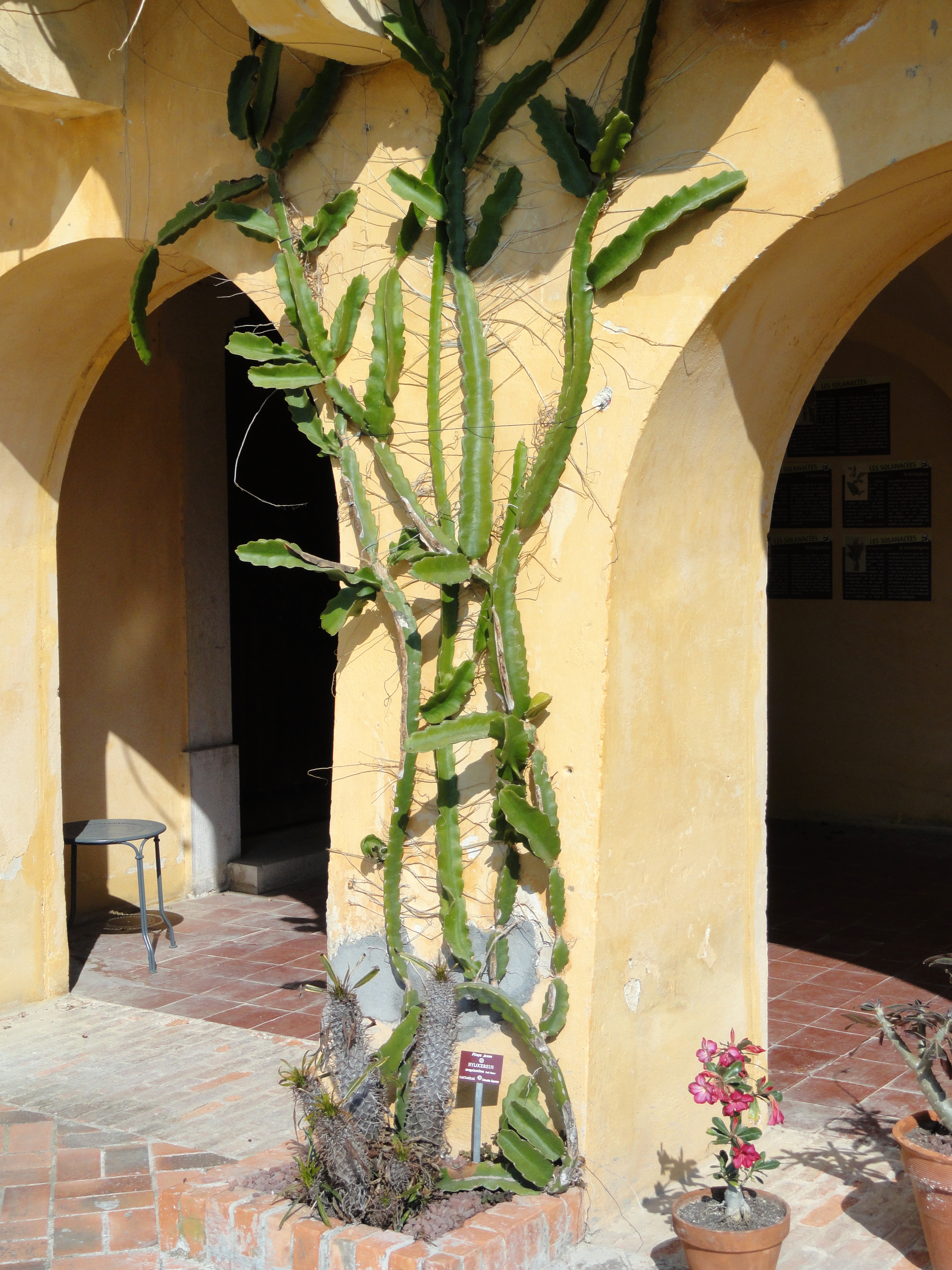
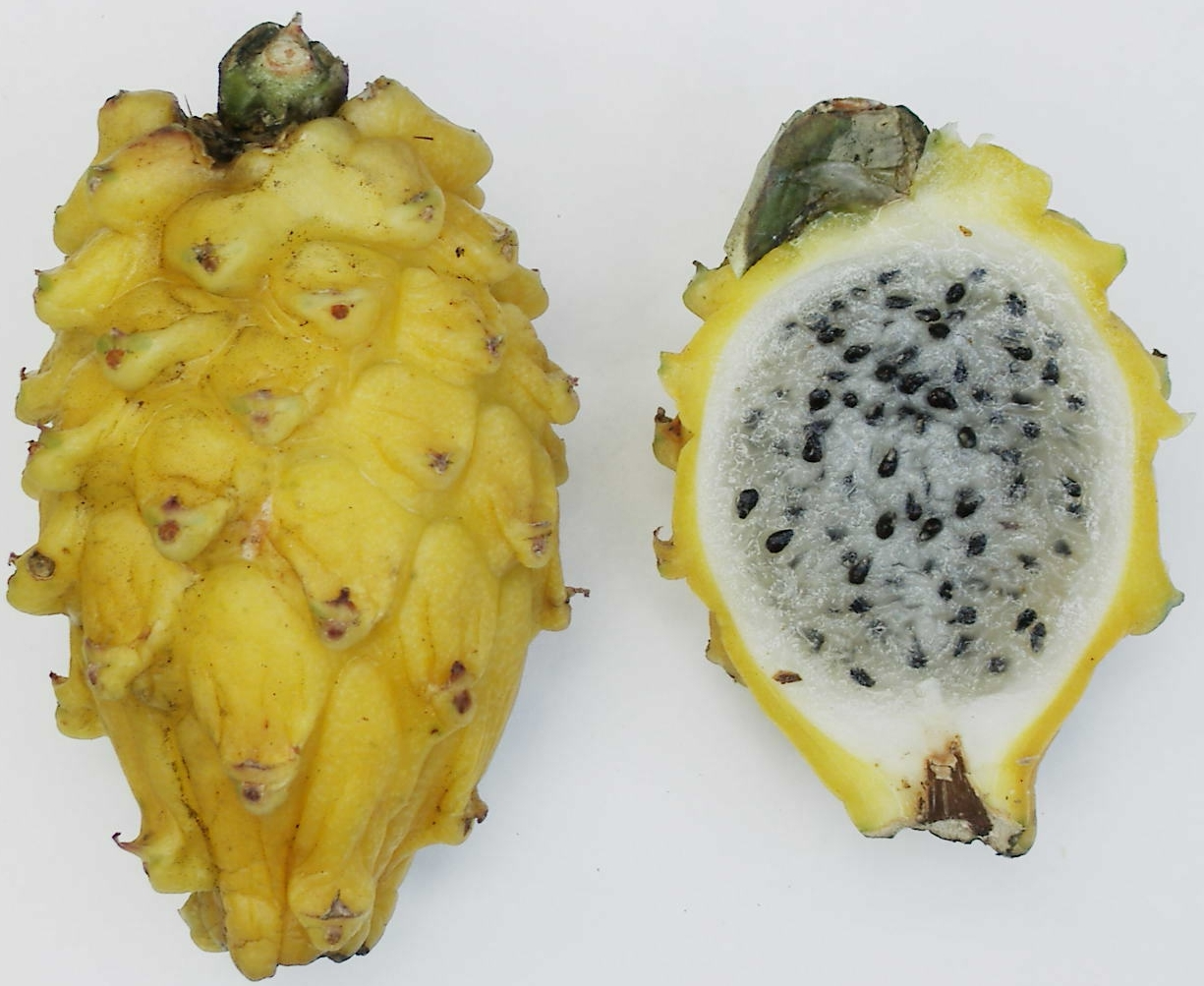
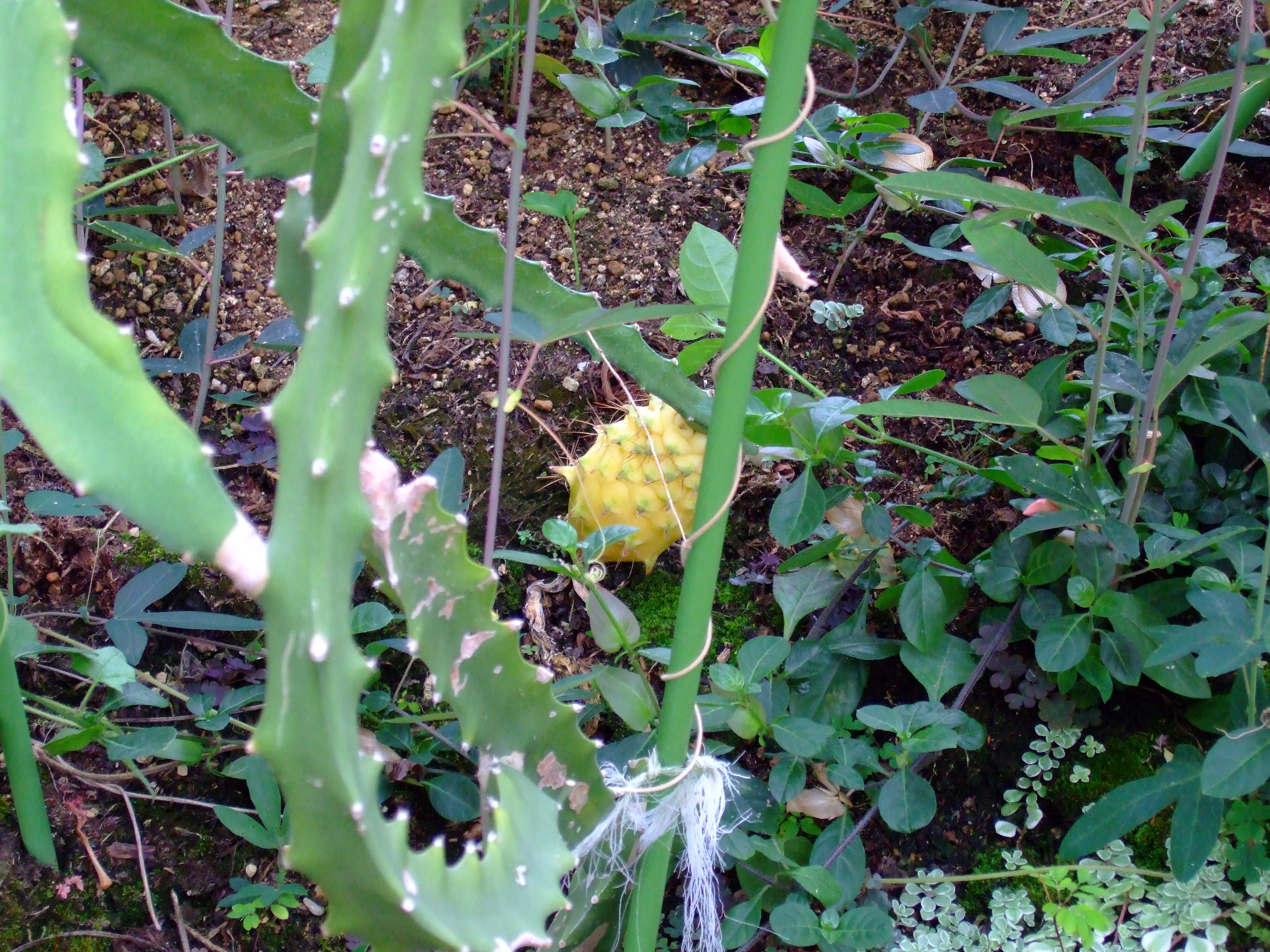
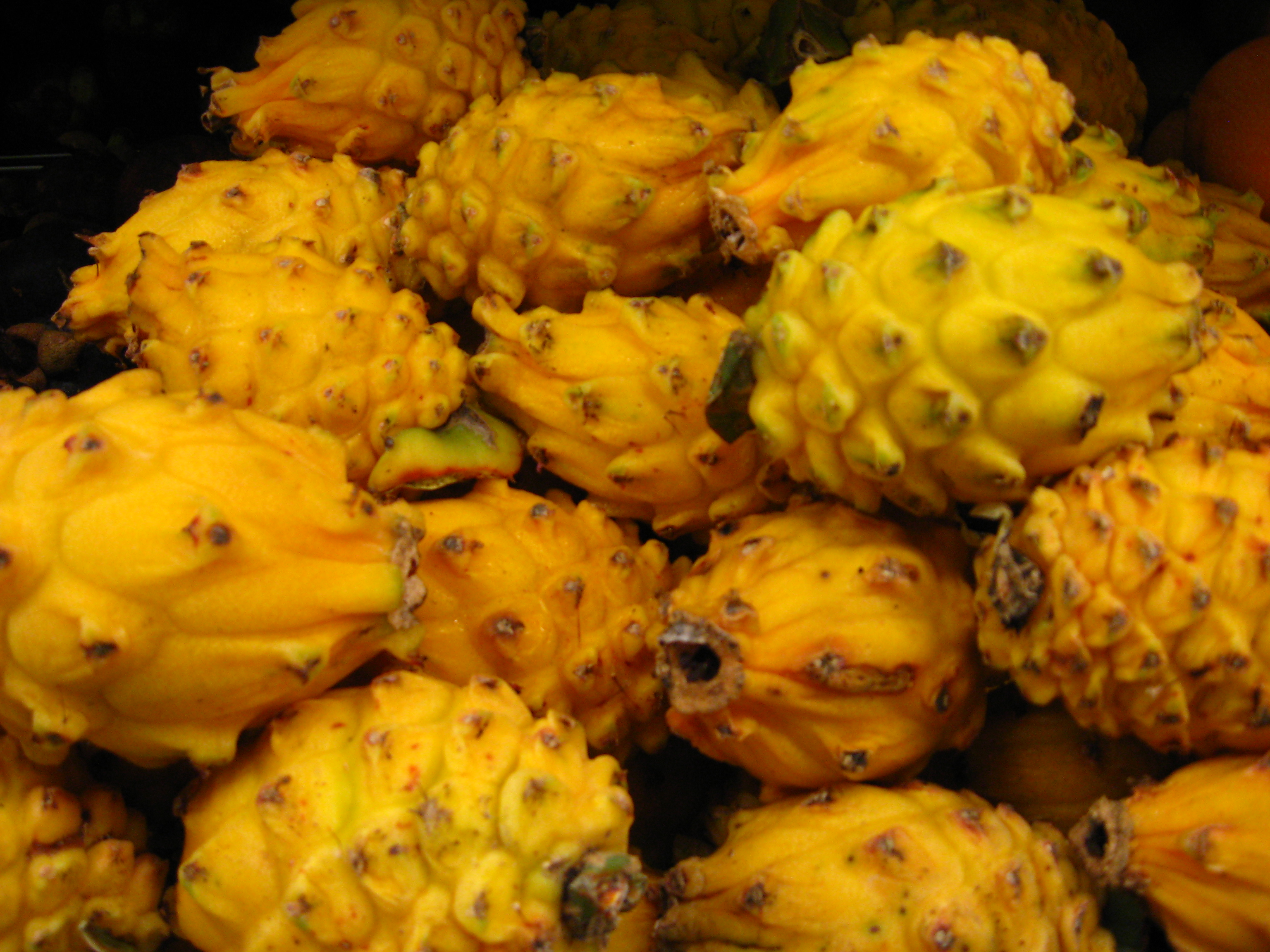
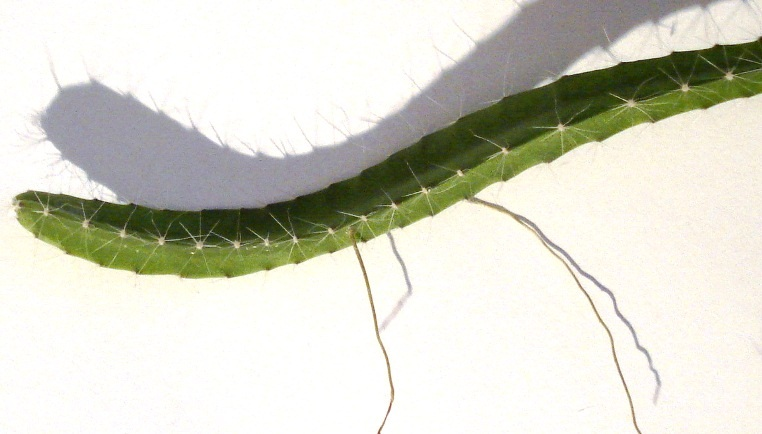
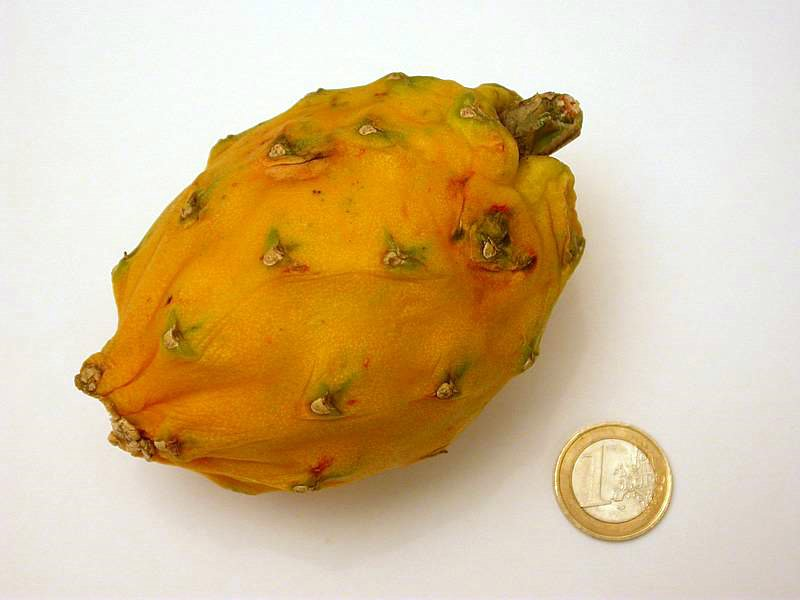